# Bebearia kayonza
Bebearia kayonza är en fjärilsart som beskrevs av Jackson 1956. Bebearia kayonza ingår i släktet Bebearia och familjen praktfjärilar. Inga underarter finns listade i Catalogue of Life.